# Neptunea communis
Neptunea communis är en snäckart som först beskrevs av Middendorff 1848.  Neptunea communis ingår i släktet Neptunea och familjen valthornssnäckor.

## Underarter
Arten delas in i följande underarter:
- N. c. borealis
- N. c. communis
- N. c. clarki
- N. c. elongata

## Bildgalleri

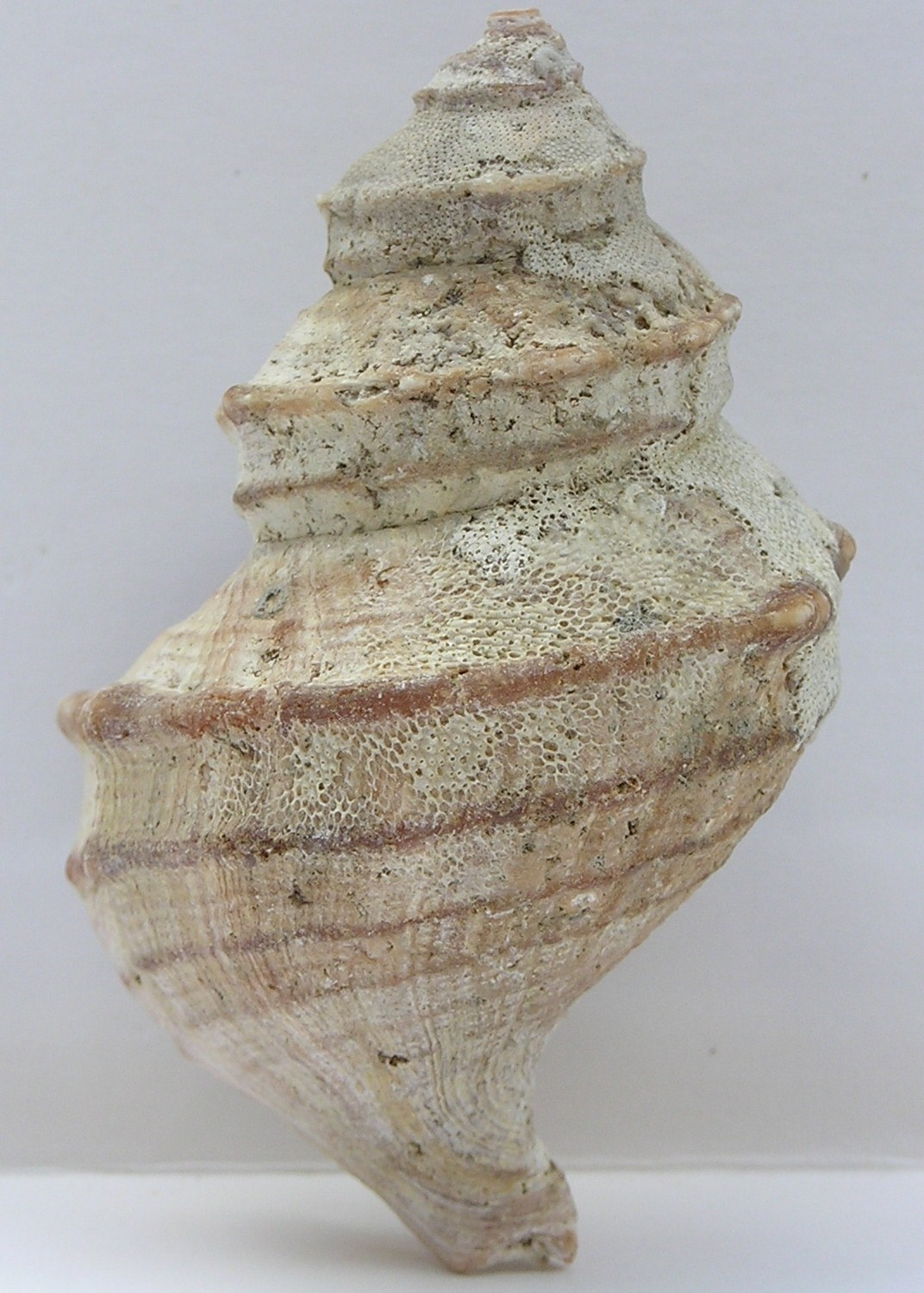